# Jacob Woutersz Vosmaer

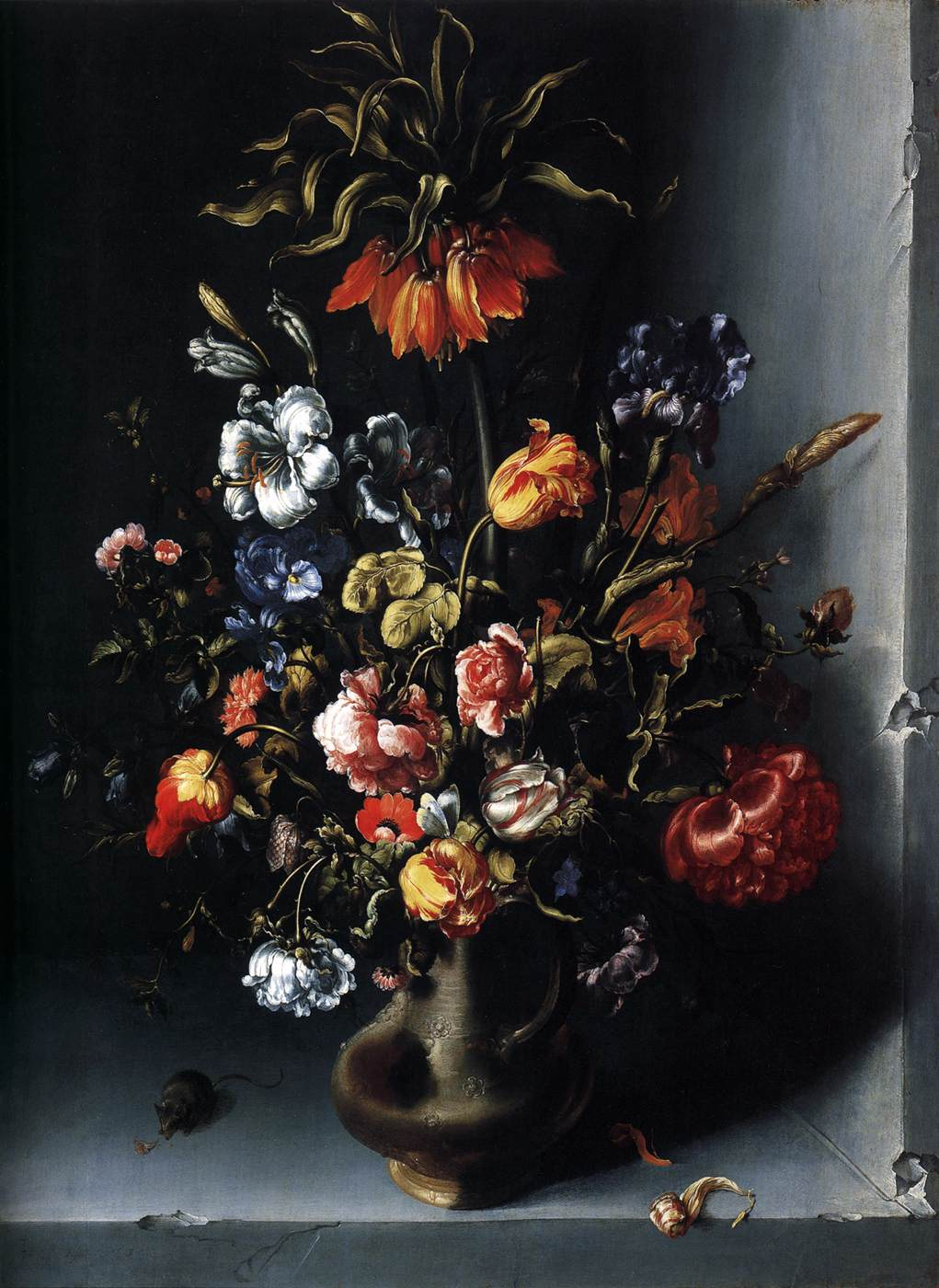
Stillleben mit Blumen in einer Nische, 1613

Jacob Woutersz Vosmaer (* 1584 in Delft; † 30. Juni 1641 ebenda) war ein niederländischer Stillleben-Maler, der dem goldenen Zeitalter zugerechnet wird.

## Leben
Jacob Woutersz Vosmaer wurde 1584 als Sohn des Goldschmiedes Wouter Arentsz Vosmaer in Delft geboren. Ausgebildet von Jakob de Gheyn II. registrierte er sich vor 1613 als Maler bei der St.Lukas-Gilde, deren Vorstand er seit 1633 angehörte. Er wurde vor allem durch seine Blumenstillleben bekannt. 
Er war der Onkel der Maler Christiaen Gillisz. van Couwenbergh, Nicolaes Vosmaer, Daniel Vosmaer und Abraham Vosmaer. Der Maler Ebbe Ulfeldt (alias Jakob Morgensen) wurde zudem von ihm ausgebildet.